# Giovanni Marongiu
Giovanni Marongiu (ur. 11 września 1929 w Cabras, zm. 10 listopada 1993 w Rzymie) – włoski prawnik i nauczyciel akademicki, w latach 1990–1991 minister bez teki.

## Życiorys
Studiował prawo w Cagliari i Rzymie. Pracował w administracji rządowej, w latach 1963–1971 był dyrektorem w publicznej instytucji finansowej Cassa del Mezzogiorno. Od 1966 był jednocześnie nauczycielem akademickim, wykładając na uczelniach w Rzymie. Od 1975 do 1993 pełnił funkcję prezesa Fondazione Giulio Pastore. Od lipca 1990 do kwietnia 1991 sprawował urząd ministra bez teki w szóstym rządzie Giulia Andreottiego, odpowiadając za sytuacje nadzwyczajne w Mezzogiorno.